# Venustiano Carranza
Venustiano Carranza (29. december 1859 – 21. maj 1920) var en af lederne under den mexicanske revolution og var præsident i Mexico fra 1917 til 1920.